# Fotbollsgalan 2002
Fotbollsgalan 2002 hölls måndagen den 18 november 2002 på Cirkus, Stockholm och var den 8:e Fotbollsgalan i ordningen. Programledare var Peppe Eng och Maud Bernhagen. TV 4 sände.

## Priser
| Pris                       | Vinnare                                     |
| -------------------------- | ------------------------------------------- |
| Årets genombrott           | Anna-Maria Eriksson, Kopparberg/Landvetter  |
| Årets tränare, herrar      | Zoran Lukic och Sören Åkeby, Djurgårdens IF |
| Årets nykomling            | Alexander Farnerud, Landskrona BoIS         |
| Årets forward, herr        | Henrik Larsson, Celtic FC                   |
| Årets mittfältare, herr    | Fredrik Ljungberg, Arsenal                  |
| Årets back, herr           | Johan Mjällby, Celtic FC                    |
| Årets målvakt, herr        | Andreas Isaksson, Djurgårdens IF            |
| Årets mål                  | Daniel Majstorovic, Malmö FF                |
| Årets fotbollspersonlighet | Zlatan Ibrahimović                          |
| Diamantbollen              | Hanna Ljungberg, Umeå IK                    |
| Guldbollen                 | Fredrik Ljungberg, Arsenal                  |

## Artister
- Håkan Hellström
- The Ark
- Dan Bäckman